# Peeling kawitacyjny
Peeling kawitacyjny – zabieg kosmetyczny mający na celu oczyszczenie skóry, wykorzystujący zjawisko kawitacji.
Wibracje ultradźwiękowe o wysokiej częstotliwości powodują wzrost metabolizmu komórek, rozdrabniane są wszelkie zwapnienia, przyspieszone jest krążenie krwi, następuje zwiększenie usuwania zbędnych produktów przemiany materii, aktywowane są różne enzymy w komórkach.
Peeling ultradźwiękowy poprawia wygląd skóry.
Przeciwwskazania:
- gorączka,
- infekcje bakteryjne, wirusowe lub grzybicze,
- rozrusznik serca,
- przerwana ciągłość naskórka w miejscu poddawanym zabiegowi,
- zakrzepowe zapalenie żył,
- ciąża,
- czynna gruźlica,
- metalowe implanty,
- nowotwory.